# 위상규
위상규(魏祥奎, 1926년 ~ 2008년)는 대한민국의 항공우주공학자이다. 본관은 장흥(長興). 호는 한죽(寒竹)이다. 서울대학교 공과대학 항공우주공학과 교수를 역임하면서 한국항공우주학회를 창립하여 초대 회장을 지냈다. 대한민국 최초의 항공공학 박사로 항공우주공학에서 선구적인 역할을 해왔다.

## 생애
서울대학교 공대 항공공학과 1회 졸업생이며, 1958년 미국 미네소타 대학교 대학원에서 항공우주공학 수학하였다.
1949년부터 1950년까지 대한국민항공사(KNA) 공사교관으로 근무하였다. 1951년 대한민국 공군 중위로 임관하여 공군사관학교 교관으로 활동하였으며, 미국 제5공군에 파견되어 근무하다가 1955년에 소령으로 예편하였다.
1955년 서울대학교 항공공학과 전임강사를 시작으로 조교수‧부교수를 거쳐 1991년까지 서울대학교 항공공학과 교수로 재직하였다.
1967년 한국항공우주학회 창설을 주도하고 초대 회장을 맡았으며, 1973년에는 모형항공협회 회장이 되었다. '지구대기권으로 재돌입하는 우주 비행기의 종요 안정성' 등을 비롯해 학계에 많은 논문을 발표했다.
1982년부터는 미국 스탠퍼드 대학교(Stanford University) 연구교수로 재직하였으며, 1991년부터 2008년까지 서울대학교 명예교수를 지냈다.

## 학력
- 1938년 장흥초등학교 졸업
- 1943년 순천중학교 졸업
- 순천고등보통학교
- 1950년 서울대학교 항공공학과 졸업
- 1959년 미국 미네소타 대학교(University of Minnesota) 대학원 항공공학 수학
- 1967년 서울대학교 항공공학 박사

## 경력
- 1949년 ∼ 1950년 : 공군사관학교 부설 '항공기술원양성소' 교관
- 1949년 ∼ 1950년 : 대한국민항공사(KNA) 기술 사원
- 1950년 ∼ 1956년 : 공군 항공기 조종사, 항공기술원양성소·공사 교관
- 1956년 ∼ 1991년 : 서울대학교 공과대학 항공우주공학과 교수
- 1967년 : 한국항공우주학회 창립, 초대회장
- 1991년 ∼ : 서울대학교 공과대학 명예교수

## 상훈
- 을지무공훈장
- 화랑무공훈장
- 충무무공훈장
- 국민훈장 목련장
- 미국 비행훈장(2회)
- 미국 수훈비행십자훈장

## 저서
- 《통계동력학의 비기운동문제에 대한 응용》 (1973년)
- 《관성항법장치(INS)의 기능》 (1976년)
- 《헬리콥터가 짐을 매달고 비행할 때의 운동특성》 (1986년)
- 《지구궤도위성발사로케트의 궤도해석전산프로그램개발》 (1986년)

## 가족
슬하에 2남 1녀가 있다.
- 장남 위봉(魏烽)은 서울대학교와 미국 스탠퍼드 대학교를 나와 애리조나주립대 교수를 지냈다. 그는 세계항공우주공학회에서 기조연설을 할 정도로 유도항법분야의 권위자다.
- 큰 며느리 이성진은 피닉스 대학교 수학과 교수다.
- 딸 위봉애(魏奉愛)는 서울대학교 의대 출신의 의학 박사, 교수이다.
- 사위 김호근은 연세대학교 의과대학 교수이다.
- 작은 아들 위병욱은 한양대학교 공대와 미국 펜실베이니아 대학교를 나와 하와이 주립 대학교 도시교통공학 교수이다.
- 둘째 며느리 서현경은 1985년 제29회 미스코리아 서울 진이다.
  - 손녀 위성미는 골프선수이다.